# Gregor XI.

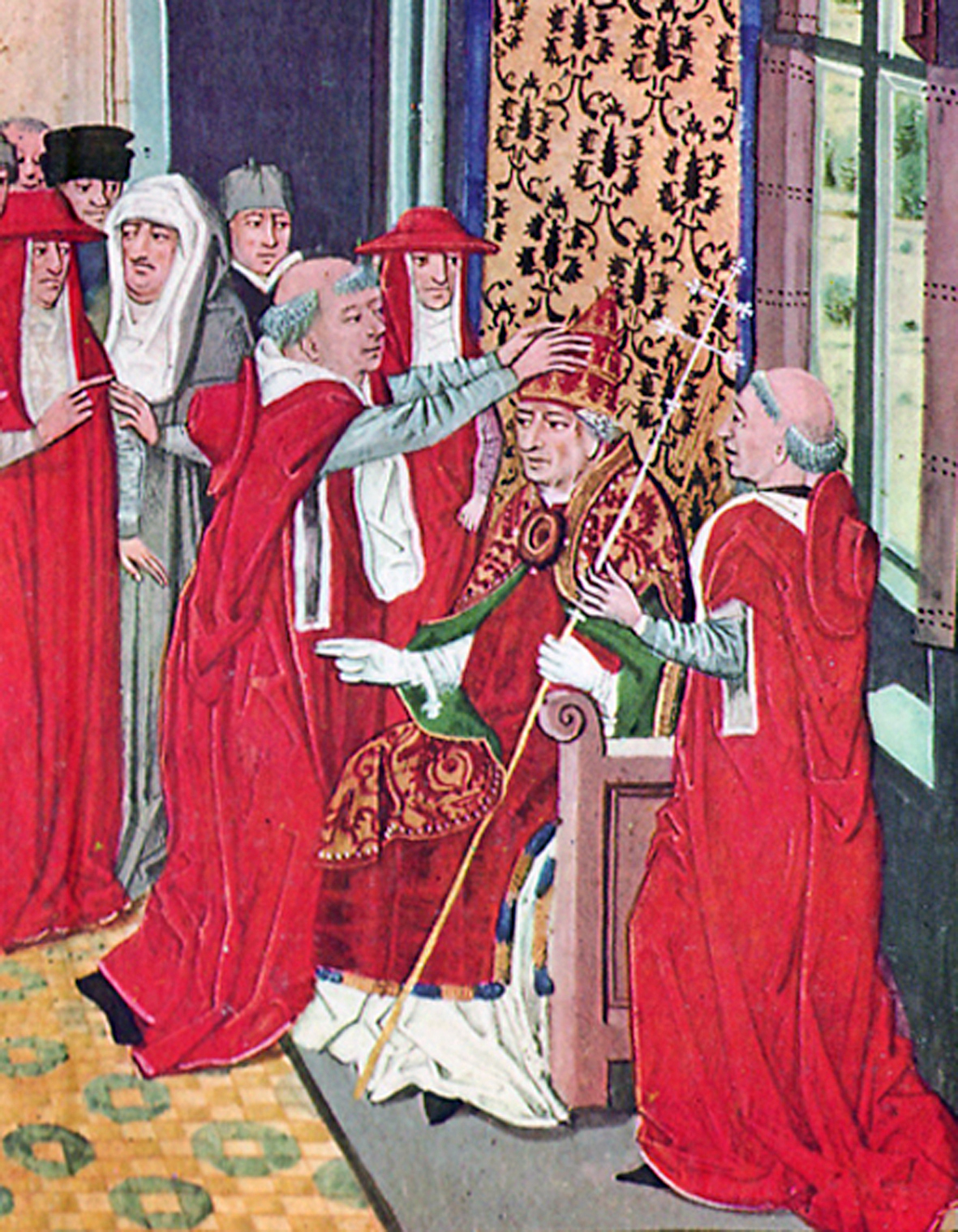
Papst Gregor XI.- Krönung durch Kardinal Guy de Boulogne (Ausschnitt; Chroniques de Froissart, 15. Jh.)

Gregor XI., ursprünglich Pierre Roger de Beaufort, (* 1329 in Rosiers-d’Égletons, Limousin, Königreich Frankreich; † 27. März 1378 in Rom, Kirchenstaat) wurde am 30. Dezember 1370 zum Papst gewählt. Er residierte als siebter Papst in Avignon bis zum 13. September 1376, ehe er den Papstsitz nach Rom zurückverlegte, und beendete somit das 67 Jahre andauernde Avignonesische Papsttum.

## Leben vor dem Pontifikat
Papst Gregor XI. wurde wahrscheinlich im Jahr 1329 im südfranzösischen Rosiers-d’Égletons geboren und hieß gebürtig Pierre Roger de Beaufort. Er gehörte dem südfranzösischem Adel an und war Mitglied des Hauses Rogier de Beaufort. Er stammte aus einflussreichen Verhältnissen, da er der Neffe des Papstes Clemens VI. war. Sein Onkel ernannte ihn bereits 1348 mit 19 Jahren zum Kardinaldiakon von Santa Maria Nuova. In der Folge besuchte er die Universität Perugia, wo er sich zu einem geachteten Theologen entwickelte. Nach dem Tod von Urban V. wurde er in Avignon einstimmig und nach nur kurzer Beratung zum neuen Papst gewählt.

## Pontifikat
Wie schon fast alle seine Vorgänger in Avignon huldigte er dem Nepotismus. Auch favorisierte er die Limousiner, da er selbst aus dieser Provinz stammte. Während seines Pontifikats ernannte Gregor 21 Kardinäle: Mit dem Konsistorium vom 30. Mai 1371 nebst Robert von Genf, dem späteren Gegenpapst Clemens VII., neun weitere Franzosen, darunter auch seinen Neffen Jean du Cros sowie Pierre de Vergne, und mit dem zweiten Konsistorium vom 20. Dezember 1375 sechs Franzosen, darunter einen Vetter und einen Neffen sowie Petro Marinez de Luna y Gotor, den späteren Gegenpapst Benedikt XIII.
Die Konzentration des Papsttums auf Avignon und die zunehmende Verankerung französischer Interessen führte aber zu Problemen in Italien. Es kam auch zu Konflikten: Der mailändische Fürst Bernabò Visconti, ein erklärter Gegner des Papsttums, hatte sich schon 1371 Lehensgebiete des Heiligen Stuhls angeeignet. Nach dem Scheitern von Verhandlungen wurde der Bann über ihn verhängt, Bernabo zwang jedoch die Überbringer die Bulle aufzuessen, die seine Exkommunikation erklärte. Nachdem ihm Gregor jetzt den Krieg erklärte, war die italienische Seite zunächst wohl erfolgreich, doch als Gregor die Unterstützung des Kaisers, der Königin von Neapel und des Königs von Ungarn erhalten und den englischen Söldnerführer John Hawkwood in seine Dienste genommen hatte, gab Bernabo nach, konnte jedoch durch Bestechung päpstlicher Berater am 6. Juni 1374 einen für ihn vorteilhaften Waffenstillstand aushandeln.

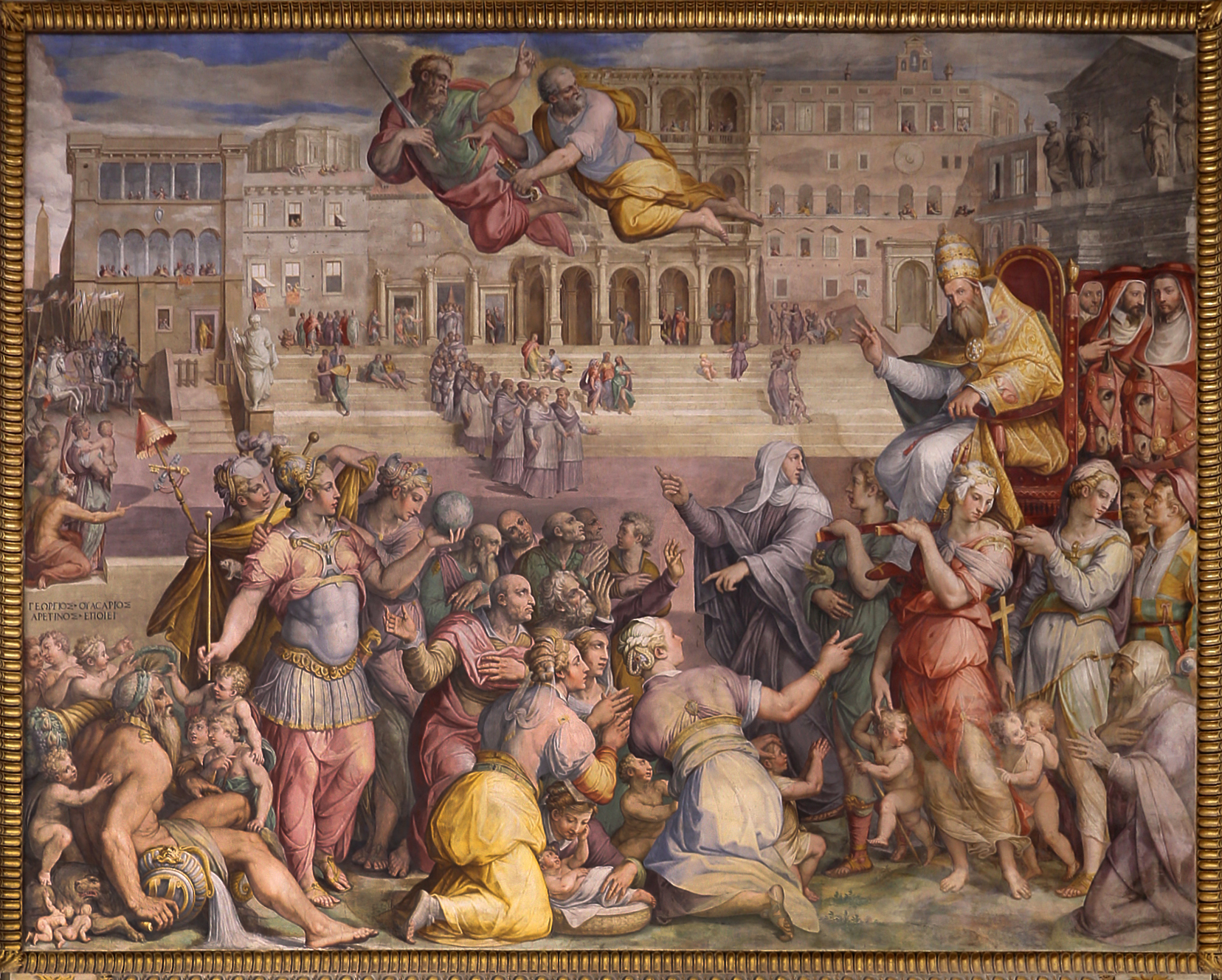
Papst Gregor XI. wird von der hl. Katharina von Siena im Jahr 1377 zurück nach Rom begleitet (Fresko von Giorgio Vasari, c. 1571–1574), Sala Regia des Apostolischen Palasts.

Im Kirchenstaat wurde das Erneuerungswerk von Kardinal Albornoz durch die von französischen Legaten und Gouverneure, die die Distrikte des Kirchenstaates beherrschten, gefährdet und zum Teil auch zerstört. Ihre Willkür ähnelte der Schreckensherrschaft der Anjou in Neapel in ihrer Frühzeit. Aufstände gegen diese Tyrannei wurden entfesselt. Derweilen verwüsteten französische Soldbanden und päpstliche Marodeure das Land. Florenz und Bologna revoltierten offen. Die heilige Katharina von Siena, eine Analphabetin, versuchte Italien Frieden zu bringen. Doch weder der Papst noch Florenz hörte auf sie. Stattdessen antwortete der Papst mit einem Interdikt gegen Florenz. Auch schickte der Papst neue französische Soldateska in den Kirchenstaat. Katharina von Siena erschien persönlich in Avignon. Nachdem sie bereits schriftlich dem Papst viele bittere Wahrheiten an den Kopf geschleudert hatte, brachte sie diesen zur endgültigen Rückkehr nach Rom. Er verließ am 13. September 1376 den Papstpalast in Avignon, um mit dem Schiff über Marseille und nach Aufenthalten in Genua und Pisa am 25. November in Piombino anzukommen und auf dem Landweg weiter nach Rom zu reisen. Am 17. Januar 1377 erreichte er Ostia und führte seine Reise über den Tiber nach Rom fort, um kurz darauf in Rom feierlich eingeführt zu werden. Trotzdem brach das unabwendbare Unheil über Italien herein. Nicht nur die Härten des Papstes gegen Florenz schadeten dem Ansehen des Papstes. Auch das grausame Gemetzel, das der erbarmungslose Kardinal Robert von Genf, späterer erster Gegenpapst des Abendländischen Schisma, im sonst papsttreuen Cesena anrichten ließ, untergrub das Ansehen des Papsttums auf das äußerste. An einem einzigen Tag im Februar 1377 soll der Kardinal 4.000 Bürger der Stadt getötet haben. Nach diesem „ersten Gruß“ des Papstes an Italien nannte der Dichter Franco Sacchetti den Papst papa guastamondo, den Weltverderber. Den Kardinal nannte man in Italien nur noch den „Henker von Cesena“. In einer Chronik aus dieser Zeit hieß es, dass die Ereignisse „Dinge seien, um seinen Glauben zu verlieren“. Weil Gregor sich die Sympathien des Volkes verspielt hatte, vermochte er sich nicht in Rom zu behaupten. Deshalb erhob der Papst nach seiner Flucht aus Rom im Mai 1377 Anagni zu seiner Residenz und konnte erst am 7. November des Jahres nach Rom zurückkehren.
Seine Versuche, im 1337 begonnenen Hundertjährigen Krieg zwischen England und Frankreich zu vermitteln, scheiterten. Bei der Beilegung des Konflikts zwischen den Königreichen Kastilien, Aragonien, Navarra, Sizilien und Neapel war er jedoch erfolgreich.
Am 22. Mai 1377 erließ Gregor fünf Bullen gegen 18 Sätze aus den Schriften John Wyclifs und verdammte am 8. April 1374  14 Artikel des „Sachsenspiegels“ mit der Bulle Salvator Humani Generis.
Er starb am 26. März 1378. Nur sein Tod hat wahrscheinlich verhindert, dass er wieder zurück nach Avignon ging.